# Congomys lukolelae
Congomys lukolelae  (Hatt, 1934) è un roditore della famiglia dei Muridi diffuso nel bacino del Fiume Congo.

## Descrizione

### Dimensioni
Roditore di piccole dimensioni, con la lunghezza della testa e del corpo tra 109 e 144 mm, la lunghezza della coda tra 116 e 159 mm, la lunghezza del piede tra 28 e 32 mm, la lunghezza delle orecchie tra 18 e 26 mm e un peso fino a 57 g.

### Aspetto
Le parti superiori sono bruno-rossastre, con dei riflessi fulvo-ocracei lungo i fianchi, mentre le parti inferiori sono color avorio con la base dei peli grigia. La linea di demarcazione lungo i fianchi è netta. Sono presenti degli anelli scuri intorno agli occhi. Il dorso delle zampe è bianca. Le orecchie sono grandi, prive di peli e marroni scure. Alla base di ognuna di esse sono presenti due macchie rosa. La coda è più lunga della testa e del corpo, ricoperta finemente di piccoli peli, uniformemente marrone tranne la parte inferiore della metà basale che è priva di pigmento.

## Biologia

### Comportamento
È una specie notturna e parzialmente arboricola. Costruisce nidi in alberi cavi.

## Distribuzione e habitat
Questa specie è diffusa nella parte centrale della Repubblica Democratica del Congo, all'interno del bacino del Fiume Congo.
Vive nelle foreste umide primarie tropicali di pianura.

## Conservazione
La IUCN Red List, considerato il vasto areale, classifica C.lukolelae come specie a rischio minimo (Least Concern).